# Strzelcowizna
Strzelcowizna – wieś w Polsce położona w województwie podlaskim, w powiecie augustowskim, w gminie Płaska.
Wieś królewska ekonomii grodzieńskiej położona była w końcu XVIII wieku w powiecie grodzieńskim województwa trockiego. W latach 1975–1998 miejscowość administracyjnie należała do województwa suwalskiego.
Pod Strzelcowizną w czasie powstania styczniowego, 3 września 1863, oddział pod dowództwem Józefa Ramotowskiego „Wawra” stoczył przegraną bitwę z wojskami rosyjskimi. Była to ostatnia bitwa stoczona przez Ramotowskiego i jedna z ostatnich większych potyczek powstańczych w guberni augustowskiej.